# Míra polohy
Míra polohy (též parametr polohy) charakterizuje „referenční“ hodnotu dat. Je definována pro rozdělení náhodné veličiny (tehdy jde o teoretickou hodnotu, kterou se snažíme odhadnout z dat), tehdy ji obvykle provázíme slovem „populační“, i pro náhodný výběr (ze kterého dostáváme odhad populační charakteristiky), což zdůrazňujeme slovem „výběrová“.
Jde o hodnotu často používanou v popisné statistice, protože kondenzuje data. 
Mezi známé míry polohy patří aritmetický průměr (nebo obecněji střední hodnota), medián, modus, nebo různé kvantily.
Důležitou vlastností míry polohy je ekvivariance vůči lineární transformaci dat. Jinými slovy, jestliže provedeme s náhodnou veličinou (náhodným výběrem) s mírou polohy {\displaystyle M} lineární transformaci {\displaystyle Y=a+bX}, pak míra polohy se změní úplně stejně, tedy pro {\displaystyle M'} míru polohy pro {\displaystyle Y} platí {\displaystyle M'=a+bM}
Data se stejnou mírou polohy mohou mít různou rozptýlenost nebo jiné charakteristiky. Např. velikost proměnlivosti dat popisujeme vhodně vybranou mírou rozptýlenosti dat.